# 子♡丑♡寅♡卯♡辰♡巳♡
「子♡丑♡寅♡卯♡辰♡巳♡」（ねうしとらうたつみ）は、でんぱ組.incの楽曲。同グループ18枚目のシングルとして2019年5月25日にMEME TOKYOから発売、ネット配信された楽曲である。

## 概要
前作「プレシャスサマー!」より約8か月ぶり、夢眠ねむが卒業して6人体制となって初のでんぱ組.incの2019年第1弾シングル。 
2019年5月25日にの21時にYouTubeにてMV配信、翌日0時に楽曲がネット配信された。

## 収録曲
| #         | タイトル               | 作詞      | 作曲      | 編曲      | 時間 |
| --------- | ---------------------- | --------- | --------- | --------- | ---- |
| 1.        | 「子♡丑♡寅♡卯♡辰♡巳♡」 | 清竜人    | 清竜人    | 清竜人    | 4:13 |
| 2.        | 「秋の葉の原っぱで」   | 清竜人    | 清竜人    | 清竜人    | 4:00 |
| 合計時間: | 合計時間:              | 合計時間: | 合計時間: | 合計時間: | 8:13 |